# Caverna de Font de Gaume
A caverna de Font-de-Gaume é um sítio arqueológico de época paleolítica situado no município de Eyzies-de-Tayac-Sireuil no departamento da Dordonha, a sudoeste da França. Foi declarado Patrimônio da Humanidade pela UNESCO em 1979, fazendo parte do lugar «Grutas decoradas do vale do Vézère», a escassa distância das cavernas de Les Combarelles, La Mouthe, Cap-Blanc e Lascaux.
As suas paredes têm mais de 200 gravuras e pinturas do período Magdaleniano. A Gruta de Font-de-Gaume é a última grande gruta decorada da França que, apresentando obras policromas, permanece aberta ao público. As obras são comparáveis pela sua riqueza às da caverna de Altamira ou da de Lascaux, embora o seu estado de conservação seja claramente inferior.

## Descoberta
As obras parietais foram descobertas a 12 de Setembro de 1901 por Denis Peyrony, Henri Breuil e Louis Capitan, somente quatro dias depois das de Combarelles. A caverna, no entanto, já era conhecida pelos habitantes da região, sendo usada como terreno de jogos pelas crianças, daí a presença de numerosos graffiti sobre algumas pinturas.
Empreenderam as escavações D. Peyrony e H. Breuil, logo seguiu F. Prat de 1958 a 1964 e em 1967. Os restos líticos dados ao manifesto pertencem essencialmente ao Châtelperroniense ou ao Aurignaciano, mais raramente ao Musteriense, Solutreano ou Magdaleniano.
A pintura mais famosa, uma manada de bisões foi descoberta em 1966.

## Formação geológica
Font-de-Gaume encontra-se escavada na periferia de um maciço calcário que data do Santoniano e do Cretáceo. A alta morfologia em diaclasa forma-se em calcárias arenosas do Cretáceo superior onde se encontram as concreções. Foi o discorrer das águas subterrâneas  que pouco a pouco cavou a gruta. Atualmente, a gruta considera-se seca, embora se encontre algum discorrer de água por algumas paredes.
A gruta apresenta um corredor relativamente estreito de 125 metros de comprimento e 2 a 3 metros de largo e até 8 metros de altura. Abre-se a média altura de uma falésia de calcária do Coniaciano. As primeiras figurações aparecem a cerca de sessenta metros da entrada, depois de um estreitamento chamado o Rubicão. Este estreitamento contribuiu seguramente para a sua conservação, limitando as circulações de ar, embora a cavidade ainda estivesse acessível e aberta. Talvez houvesse outras obras entre a entrada e o estreitamento, mas apagaram-se, exceto alguns rastos de gravuras.

## As obras
As obras incluem mais de 200 gravuras e pinturas, incluídas algumas policromas. A iluminação elétrica atual proporciona uma visão ótima das esplêndidas imagens rupestres. Trata-se de signos geométricos (tectiformes, quadriláteros, signos em X), de animais (auroques, bisão s, mamute s, cavalos bem como um leão) e de algumas figuras antropomórficas (vulvas, silhueta). Destaca-se a representação de um rinoceronte em almagre, bem como gravuras do leão e os cavalos. As cores pretas e vermelhas são obtidas de pigmentos naturais, aplicados mediante impressão ou estampado e soprado.
A rena está representada em particular com dois indivíduos «enfrentados» no centro da parede esquerda. Numa composição que associa gravura e pintura, dois indivíduos são enfrentados: o de esquerda, de pé, tem uma grande galhadura castanha e parece lamber a frente do da direita, ajoelhado e dotado de pequena galhadura vermelha. Esta cena foi objeto de interpretações contraditórias, mas poderia representar uma parada sexual.
Em ausência de uma datação absoluta, as obras de Font-de-Gaume são geralmente atribuídas ao Magdaleniano sobre a base de comparações estilísticas. Acredita-se que pertencem ao Estilo IV (13500 a.C - 8500 a.C.) segundo a cronologia estabelecida por Leroi-Gourhan enquanto a estilos artísticos dentro da arte paleolítica. Nas zonas da entrada da caverna encontram-se as pinturas do período mais recente. Nelas, a cor é utilizada de maneira cuidada, quase preciosista, sendo por isto chamado por vezes o «período maneirista» da época, o que achega um claro humanismo às pinturas. Também é importante destacar a grande elaboração dos detalhes nas figuras.

## Visitas
A caverna de Font-de-Gaume está aberta ao público, mas o número de visitantes é limitado. As obras estão num estado de conservação estável graças a esta limitação. A visita faz-se em grupos de 12 pessoas. Este lugar é administrado pelo Centro dos monumentos nacionais (Centre des monuments nationaux).